# Лекари без граници
Лекари без граници (на френски: Médecins Sans Frontières, MSF) е международна независима медицинска хуманитарна организация.
Осигурява спешна помощ на хора, засегнати от въоръжени конфликти, епидемии, липса на здравни грижи, както и на засегнатите при природни или предизвикани от човека бедствия.
Основана е през 1971 г. от малка група френски лекари, водени от Бернар Кушнер. Нейният основен принцип е, че всички хора имат право на медицинско обслужване и тази необходимост е по-важна от националните граници. През 1999 г. Лекари без граници получава Нобелова награда за мир.
MSF предоставя медицинско обслужване в критични ситуации и за лечение на ендемични болести. Тя развива дейност в повече от 80 страни по света, най-вече в Третия свят и в райони на военни действия. MSF често е протестирала пред ООН от името на общности, които не са официално представени, както в случаите с Чечня и Косово.

## История
През 1970 г. група френски доктори се включват в международната хуманитарна мисия в Нигерия с цел да помогнат на жертвите от гражданската война, която бушува там. Те били разочаровани от намесата на правителството в хуманитарната помощ и чувствали, че са били възпрепятствани, когато искали да разкажат на света за жестокостите, на които са били свидетели. За да могат да говорят открито за тежкото положение на жертвите в този конфликт и за да потърсят независим и безпристрастен начин, с който да им помогнат, те се обединяват с група от френски журналисти, които били отдадени на същата кауза. По този начин през 1971 г. тази малка група от френски лекари поставя началото на хуманитарна организация, наречена Лекари без граници.
Първата мисия на Лекари без граници е в столицата на Никарагуа Манагуа, където през 1972 г. силно земетресение унищожава по-голямата част от града и убива между 10 000 и 30 000 души. Организацията, известна днес с бързото си отзоваване, пристига три дни след като Червеният кръст установява възстановителна мисия.
На 18 и 19 септември 1974 г. ураганът Фифи причинява сериозни наводнения в Хондурас и убива хиляди хора. Тогава за първи път Лекари без граници установяват своя дългосрочна възстановителна медицинска мисия.
Между 1975 и 1979 г. се случват редица важни кризи, в които организацията взима дейно участие. В този период Южен Виетнам престава да съществува, след като бива победен от Северен Виетнам, а в същото време милиони бежанци от Камбоджа емигрират в Тайланд, за да избегнат Червените кхмери. В отговор на тази криза Лекари без граници установяват първия си бежански лагер в Тайланд. Веднага след като Виетнам се изтегля от Камбоджа през 1989 г., хуманитарната организация започва дългосрочни възстановителни мисии, за да помогне на оцелелите от масовите кланета и да възстановят здравната система на страната.
Въпреки че е противоречиво мисиите в Югоизточна Азия да се възприемат за първите военновременни мисии, през 1976 г. Лекари без граници се сблъскват с напълно действителна военна зона, включваща и дейности под обстрел. Доброволците от организацията прекарват близо 9 години (1976 – 1984 г.), подпомагайки хирургически операции в различни градове на Ливан по време на Ливанската гражданска война. Тогава организацията си изгражда добра репутация, заради своята неутралност и желание за работа под обстрел. По време на войната тя помага както на християнски, така и на мюсюлмански войници. През 1984 г. обаче ситуацията в Ливан се влошава още повече и лекарите са принудени да прекратят своите действия там.

## Дейност
Както в първите години на своето съществуване, така и днес, дейността на Лекари без граници е свързвана с отдадеността да се доставят качествена медицинска помощ за хората попаднали в центъра на някоя криза, независимо от тяхната раса, религия или политически пристрастия.
Асоциацията извършва своята дейност безпристрастно и независимо от каквито и да било политически, военни или религиозни цели. Преди да се започне една мисия се изпращат медицински екипи, които да оценят на място медицинските нужди на населението. Ключът за възможността Лекари без граници да действат независимо, когато настъпи някоя криза, е тяхното независимо финансиране. 90% от цялото финансиране (и 100% от финансирането на клона на Лекари без граници в САЩ) идва от частни източници, не правителства. През 2008 г. организацията има 3,7 милиона донори по целия свят.
Дейността на Лекари без граници е и неутрална. Те не взимат страна във въоръжени конфликти, осигуряват помощ на основата на самостоятелните нужди и се изказват за по-голям независим достъп до жертвите в конфликт, както изисква международния хуманитарен закон.
Организацията има дълга история на бързо реагиране при избухване на епидемии от холера, менингит, морбили, малария и други инфекции, които се разпространяват бързо и могат да бъдат фатални, ако не се лекуват.
През последното десетилетие Лекари без граници са взимали активно участие с лечението на унищожителните пандемии от ХИВ/СПИН и туберкулоза, която е най-големият убиец на хора с ХИВ/СПИН. Доброволците от организацията лекуват и пренебрегвани болести, като черна треска, сънна болест и болест на Чагас, които обхващат голяма част от бедните по света и за които съществуват малко ефективни варианти за лечение.
Друга дейност, която извършват Лекари без граници, е да работят заедно с медицинския бранш, като осигуряват логистична подкрепа, за да се уверят, че нововъведенията и новите проучвания в медицината са включени в работата на организацията. Също така тя изобретява специализирана медицинска екипировка, която да позволи на лекарите да започнат спасяването на животи веднага.
Асоциацията има и доказана експертиза в сферата на епидемологията и често диагностицира и контролира избухванията на болести, като холера, менингит и дребна шарка чрез извършването на спешни кампании за ваксинации и лечение на болни.
Често медицински база данни и проучвания от Лекари без граници, направени по време на операции на място, са включвани в различни журнали и други периодични издания. Организацията също така публикува и специални доклади за опустошителните здравни въпроси, като сексуалното насилие и СПИН при децата.

## Структура
Лекари без граници е международна асоциация, която се състои от 19 бюра, намиращи се в следните държави: Австралия, Австрия, Белгия, Канада, Дания, Франция, Германия, Гърция, Холандия, Хонг Конг, Италия, Япония, Люксембург, Норвегия, Испания, Швеция, Швейцария, Обединеното кралство и Съединените щати.
Всяко едно бюро е отговорно към Борда на директорите, които са избирани от членовете на Лекари без граници на общата асамблея всяка година. Благодарение на своята широка мрежа, организацията има достатъчно финансови, човешки и материални ресурси.
Пет от 19-те офиса на Лекари без граници са наречени „център за операции“. Те директно контролират това, което се случва на терена, решават кога, къде и каква помощ е необходима и кога да бъде прекратена дадена програма. Тези центрове са разположени в Белгия, Франция, Холандия, Испания и Швейцария.
Останалите 14 бюра се занимават с набиране на доброволци, на средства и с това да бъдат застъпник на населенията в опасност. Тези офиси се намират в Австралия, Австрия, Канада, Дания, Германия, Гърция, Хонг Конг, Италия, Япония, Люксембург, Норвегия. Швеция, Великобритания и Съединените щати.
Организацията също така поддържа и още четири други офиса: международния офис в Женева, офиси в ООН, намиращи се в Женева и Ню Йорк и един офис в Обединените арабски емирства. В същото време Лекари без граници са в процес на създаване на нови офиси в Ирландия, Южна Африка и Бразилия.

## Постижения
Лекари без граници осигуряват медицински грижи на бежанци и хора останали без дом, които са избягали от лагери и други временни убежища. На места като Чад, Колумбия, Сомалия и Судан, доброволците провеждат кампании за ваксинации и водни и санитарни проекти, осигуряващи осъществяването на основните медицински грижи чрез клиники и мобилни клиники, сгради или рехабилитационни болници, в които също така се лекуват и случаи на недохранване или инфекциозни болести, както и хора с умствени проблеми. Опериращите на място доктори също така осигуряват подслон, одеяла, пластични чаршафи или тенджери за готвене.

### Инициативата за лекарства за пренебрегвани болести
През 1999 г. Лекари без граници стават съоснователи на Инициативата за лекарства за пренебрегвани болести, която сплотява изследователи, практикуващи медици и фармацевтични компании, които се заемат със задачата да открият алтернативни начини за разработване на лекарства – приоритизиращи изследването и разработването на нуждата, отколкото на печалбата. През 2007 г. Инициативата и фармацевтичната компания Санофи-Авентис поставят началото на лекарството АСАК, което се доказва като ефективно и лесно за употреба при лечението на малария.

### Готова-за-употреба храна (Ready-to-use food)
През 2006 г. Лекари без граници лекуват около 150 000 тежки случаи на недохранени деца, предимно с т.нар. готова-за-употреба храна – нов революционен продукт, който радикално променя протоколите за реагиране на тази унищожителна детска болест.
През 2005 г. в Нигер, Лекари без граници за първи път използват масово този продукт, лекувайки около 63 000 тежки случаи на недохранени деца, като се постига 90% ефективност. Тези резултати дават необходимия тласък на организацията да започне да го прилага и на не толкова тежки случаи в Нигер, вместо да ги осигурява със стандартното допълнително обогатено смесено брашно. През 2007 г. организацията стартира пилотен проект за употреба на модифицирана готова-за-употреба храна, с която да се предотврати недохранването от разпространение сред децата, живеещи в една от най-засегнатите области на Нигер.
Други постижения на организацията са свързани с природните бедствия, които могат изцяло да поразят местната или националната здравна структура само в рамките на минути. Лекари без граници често са на местата, където се случва такова бедствие и са готови да реагират изключително бързо. Такъв е случаят в Кашмир след опустошителното земетресение там през 2005 г. Екипите на организацията успяват много бързо да направят оценка къде техните познания биха били най-необходими за обърканите власти и да изпратят хирургически екипи и мобилни клиники, за да достигнат до затрупаните хора, особено в отдалечените краища на региона. Лекари без граници осигуряват помощ за жертвите на наводненията в Мексико, Бангладеш и Мианмар.

### Кампания за достъп до основни лекарства
Кампанията за достъп до основни лекарства е международна кампания, стартирана от Лекари без граници през ноември 1999 г. с цел да увеличи достъпа до основни лекарства в развиващите се страни.
Чрез нея и през последните години, с партньорството си с Инициативата за лекарства за пренебрегвани болести, Лекари без граници успява да помогне за намаляване на цената за лечение на ХИВ/СПИН и в същото време да стимулира изследванията и развиването на лекарствата за малария и пренебрегвани болести, като сънна болест и черна треска.

### Нобелова награда за мир
За своята дейност през 1999 г. Лекари без граници получава и Нобелова награда за мир.

## Настоящи мисии
В края на 1999 г. освен стартирането на Кампанията за достъп до важни лекарства, Лекари без граници се изказва остро за липсата на хуманитарна помощ за Косово и Чечня и предприема мисии, които да помагат на цивилните в тези страни. Въпреки че Лекари без граници работят в региона на Косово от 1993 г., войната там води до десетки хиляди бежанци и влошаване на нормални условия за живот. Асоциацията осигурява подслон, вода и здравни грижи за цивилните, които са били засегнати от бомбардировките на НАТО.
Конфликтът в Косово води и до сериозна криза в Лекари без граници, когато гръцката част бива изключена от асоциацията. Причина за това е, че тя приема ограниченията, наложени от сръбското правителство, за това къде може да оперира и какво може да види, за да получат достъп до Сърбия. Тези условия са били отхвърлени от останалите части на Лекари без граници още в началото. Според източник извън асоциацията, изключването на гръцката част е станало, защото членовете са разширили своята дейност като са обхванали албански и сръбски цивилни в Прищина по време на натовските бомбардировки. През 2005 г. това разделение приключва и гръцката част в Лекари без граници бива отново приета.
Лекари без граници провеждат операции и в Хаити от 1991 г. След свалянето на тогавашния президент Жан-Бертранд Аристид през същата година, се наблюдава зачестяване на случаите на изнасилване и нападения от въоръжените групи. Освен осигуряването на хирургическа и психологическа помощ в съществуващите болници, Лекари без граници се заемат с възстановяването на водната и отпадъчната система, както и с лекуването на оцелелите от наводненията, причинени от урагана Джийн през 2004 г.
Заради дейността на организацията пациенти с малария и ХИВ/СПИН – които са широко разпространени в страната, получават много по-добри грижи. През януари 2010 г. опустошително земетресение нанася сериозни поражения върху трите болници на организацията, като едната е срутена до основи, а другите две стават негодни за използване. След земетресението Лекари без граници изпращат около девет самолета, натоварени с медицински съоръжения и полева болница за пострадалите.
Конфликтът в Кашмир в Северна Индия е друга мисия на организацията (първата мисия там започва през 1999 г.). Тя се стреми да помага на цивилните, които са били принудени да напуснат родните си места, поради боевете в Джамму и Кашмир, както и в Манипур. Психологическата помощ е сериозно наблегната в повечето мисии в Южна Азия, особено след земетресението в Индийския океан през 2004 г. Екипите там стартират и програма за лечение на туберкулоза, ХИВ/СПИН и малария.

## Критики
През годините на своето съществуване групата е била изгонена от няколко държави за осъждане на това, което са намирали за грешно и лошо. През 1985 г. е забранена в Етиопия, заради своите твърдения, че правителството отклонявало помощи и насилствено е предизвикало миграция. В края на 1995 г. Лекари без граници е отзована от Заир и Танзания, поради осъждане на операциите в бежанските лагери, които според нея са били контролирани от лидери от едническата група хуту, които били отговорни за извършване на геноцид в съседна Руанда.
Едни от основните критики към организацията е, че е бедно екипирана и най-вече твърде „гладна“ за медийно внимание. Поради тези причини някои хуманитарни агенции ги наричат каубои. Тези критики са отдавна отминали, но някои хуманитарни агенции все още презират Лекари без граници, заради прикритите взаимоотношения с медиите и критична картина към младите привлекателни доктори на местата, където оперират. Понякога организацията дори е наричана от своите противници като „Разгласа без граници“ („Publicity Without Limits“).

## Посочена литература
- Bortolotti, D (2004). „Hope in Hell: Inside the World of Doctors Without Borders“. Firefly Books (Buffalo, N.Y.: Firefly Books). ISBN 1-55297-865-6
- Orbinski, James. (2008) An Imperfect Offering: Humanitarian Action in the 21st Century, Doubleday Canada. ISBN 978-0-385-66069-3